# Ladyhawke (cantautrice)
Ladyhawke, pseudonimo di Phillipa Margaret Brown, detta Pip (Distretto di Masterton, 13 luglio 1979), è una cantautrice e polistrumentista neozelandese.

## Biografia
Deve il suo nome d'arte all'omonimo film di Richard Donner.
Brown ha fatto parte della band Two Lane Blacktop (2001-2003) di Wellington, prima di trasferirsi in Australia dove, nel 2004, ha formato la band art rock Teenager con Nick Littlemore degli Pnau. Nel 2007 si è trasferita a Londra, per poi trasferirsi a Los Angeles intorno al 2013.
L'album di debutto da solista di Brown, Ladyhawke, è stato pubblicato il 22 settembre 2008 dalla Modular Recordings ed è stato in cima alla RIANZ Albums Chart. Ha generato cinque singoli di cui My Delirium è stato quello di maggior successo. Agli ARIA Music Awards del 2009, Ladyhawke ha vinto il Breakthrough Artist in entrambe le categorie, album e singolo.
Il secondo album da solista di Brown, Anxiety, è stato pubblicato nel maggio 2012 e il suo terzo album da solista, Wild Things, il 3 giugno 2016.

## Vita privata
A gennaio 2015 Pip Brown sposa l'attrice Madeleine Sami. Pip ha partorito la loro figlia il 20 ottobre 2017. Sami e Brown hanno annunciato la fine della loro relazione nel 2023.

## Discografia

### Album in studio
- 2008 – Ladyhawke
- 2012 – Anxiety
- 2016 – Wild Things
- 2021 – Time Flies

### EP
- 2009 – Ladyhawke – EP
- 2010 – iTunes Live from SoHo

### Singoli
- 2008 – Back of the Van
- 2008 – Paris Is Burning
- 2008 – Dusk Til' Dawn
- 2008 – My Delirium
- 2009 – Magic
- 2012 – Black White & Blue
- 2012 – Sunday Drive
- 2012 – Blue Eyes
- 2016 – Sweet Fascination
- 2016 – A Love Song
- 2016 – Dangerous
- 2016 – Let It Roll
- 2016 – Wild Things
- 2019 – Colours in the Dark
- 2020 – River (feat. Pnau)
- 2021 – Guilty Love (feat. Broods)